# أيرني
الأيرني هو طبق تقليدي خاص بمناطق القل وجيجل في الجزائر. وهو عبارة عن هريسة تُحضَّر من درنات نبات يُعرف محليًا باسم الأيرني، بالإضافة إلى الحليب الرائب أو مصل اللبن، والسميد، وزيت الزيتون. يُقدَّم هذا الطبق الربيعي كمقبّل أو كطبق رئيسي مع فطيرة، ونادرًا ما يُقدَّم كتحلية.

### رابط خارجي
- أيرني ، بطاطس مهروسة جزائرية